# Johan Michaël de Graaff
Pour les articles homonymes, voir de Graaff.
Johan Michaël de Graaff, né le 29 septembre 1731 à La Haye et mort dans cette ville le 27 juillet 1796, est un homme politique néerlandais.

## Biographie
Johan Michaël de Graaff est élu député de La Haye à la première assemblée nationale batave en mars 1796 et meurt quelques mois plus tard.